# 424 (số)
424 (bốn trăm hai mươi tư) là một số tự nhiên ngay sau 423 và ngay trước 425.